# Балканско сдружение
„Балканско сдружение. Balcan unification“ е вестник на македонистката имиграция в САЩ, официален печатен орган на Македонския народен съюз.
Излиза веднъж месечно в периода юни 1931 – юни 1934 година под редакцията на Георги Пирински Старши. Вестникът води пропаганда против МПО и печатния ѝ орган „Македонска трибуна“, както и срещу ВМРО на Иван Михайлов. Подкрепя идеята за формиране на балканска федерация. Предвидено е вестникът да се печата на всички балкански езици и английски език, но в действителност излиза само на български с отделни карета на английски. На 4-тия конгрес на МНС е взето решение вестник „Трудова Македония“ да замести „Балканско сдружение“.